# 沃尔特·纳什
華爾特·納許 GCMG CH PC (1882年2月12日—1968年6月4日，是一位在英國出生的紐西蘭政治人物。曾於1957年至1960年間擔任紐西蘭總理。

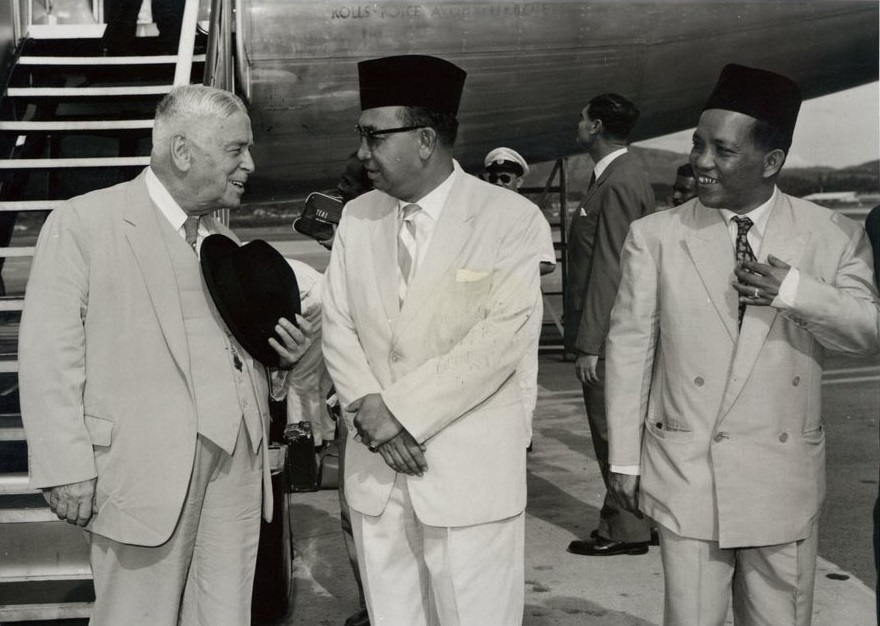
1960年华尔特·纳许在吉隆坡与马来西亚副首相敦阿都拉萨会面

## 外部連結
- Prime Minister's Office biography
- Walter's World online exhibition from Archives New Zealand

| 議會席位                 | 議會席位                               | 議會席位               |
| ------------------------ | -------------------------------------- | ---------------------- |
| 前任者： 湯瑪斯·威爾福德 | 紐西蘭眾議院議員（哈特選區） 1929–1968 | 繼任者： 崔佛·楊格     |
| 官衔                     |                                        |                        |
| 前任者： 戈登·科特斯     | 財政部長 1935–1949                     | 繼任者： 西德尼·霍蘭德 |
| 前任者： 彼得·弗雷澤     | 新西蘭反對黨領袖 1950–1957             | 繼任者： 基思·霍利約克 |
| 前任者： 基思·霍利約克   | 新西蘭總理 1957–1960                   | 繼任者： 基思·霍利約克 |
| 前任者： 基思·霍利約克   | 新西蘭反對黨領袖 1960–1963             | 繼任者： 阿諾·諾德邁爾 |
| 前任者： 雷克斯·馬森     | 新西蘭眾議院之父 1966–1968             | 繼任者： 基思·霍利約克 |
| 政党职务                 |                                        |                        |
| 前任者： 摩西·艾爾頓     | 新西蘭工黨總書記 1922–1932             | 繼任者： 吉姆·索恩     |
| 前任者： 提姆·阿姆斯壯   | 新西蘭工黨總裁 1935–1936               | 繼任者： 克萊德·卡爾   |
| 前任者： 彼得·弗雷澤     | 新西蘭工黨副黨魁 1940–1950             | 繼任者： 傑瑞·斯金納   |
| 前任者： 彼得·弗雷澤     | 新西蘭工黨黨魁 1951–1963               | 繼任者： 阿諾·諾德邁爾 |
| 外交職務                 |                                        |                        |
| 新頭銜                   | 紐西蘭駐美國大使 1941–1944             | 繼任者： 卡爾·貝倫森   |